# Calamari Union
Pour plus de détails, voir Fiche technique et Distribution.
Calamari Union est un film finlandais réalisé par Aki Kaurismäki, sorti en 1985.

## Synopsis
À l'issue d'une réunion, un groupe d'hommes, qui se prénomment tous Frank à l'exception d'un seul (Pekka), décide d'abandonner Kallio, leur quartier oppressant, pour rejoindre une terre mythique, Eira, qui se situerait quelque part en bordure maritime d'Helsinki. Ils attaquent un métro pour gagner le centre ville et se dispersent pour augmenter les chances de réussite de l'opération. Beaucoup s'égarent et meurent en route.

## Fiche technique
- Titre : Calamari Union
- Réalisation et scénario : Aki Kaurismäki
- Production : Aki Kaurismäki
- Musique : Mikko Mattila et Jone Takamäki
- Photographie : Timo Salminen, Harri Laakso et Mikko Mattila
- Montage : Aki Kaurismäki et Raija Talvio
- Costumes : Susanna Laurola
- Pays d'origine : Finlande
- Format : Noir et blanc - 1,85:1 - Stéréo - 35 mm
- Genre : Comédie sombre
- Durée : 82 minutes
- Date de sortie : 8 février 1985 (Finlande)

## Distribution
- Timo Eränkö : Frank
- Kari Heiskanen : Frank
- Asmo Hurula : Frank
- Sakke Järvenpää : Frank
- Sakari Kuosmanen : Frank Armoton
- Dave Lindholm : Le sans-abri
- Mikko Mattila : Frank
- Pate Mustajärvi : Frank
- Tuomari Nurmio : Chauffeur de Taxi
- Pirkka-Pekka Petelius : Frank
- Matti Pellonpää : Frank
- Martti Syrjä : Frank
- Pantse Syrjä : Frank
- Pertti Sveholm : Frank
- Markku Toikka : Pekka
- Aki Kaurismäki : Le chauffeur

## Autour du film
- On trouve dans ce film Sakke Järvenpää et Mato Valtonen, qui formeront un peu plus tard les Leningrad Cowboys.

- La plupart des rôles sont tenus par des musiciens de la scène rock finlandaise rencontrés lors du tournage du documentaire Le Syndrome du lac Saimaa (1981)

- Quelques parties du dialogues sont extraites d'œuvres poétiques : un long monologue dit par Matti Pellonpää est emprunté à La Grasse Matinée de Jacques Prévert, on retrouve également des références à Henri Michaux et Charles Baudelaire.